# Tyler Perry Studios
«Tyler Perry Studios» (TPS, The Tyler Perry Company, Inc.) — американская киностудия, занимающаяся производством полнометражных художественных телефильмов и телесериалов для различных телеканалов, а также постановкой театральных пьес на собственной сцене. Основана в 2006 году в Атланте, штат Джорджия, США. Основатель — американский актёр, режиссёр, драматург и продюсер Тайлер Перри. Президент компании — Оззи Арю, выступающий продюсером почти всех картин, выпускаемых студией.
Студия располагается в южно-западной части Атланты и включает в себя 200 000 квадратных футов (19 000 м²), а также множество офисных помещений. Её открытие состоялось осенью 2008 года, в котором принимали участие многие шоу-мены: Сидни Пуатье, Уилл Смит, Сисели Тайсон, Опра Уинфри, Хэнк Аарон и другие. Выпускаемые Тайлером Перри картины снимались на студии. Также здесь снимались и проекты других режиссёров.
Первоначально студия носила имя The Tyler Perry Company, Inc. С момента открытия в 2000 году до 2005 года она не меняла названия, однако, в 2006 году руководство приняло решение переименоваться в Tyler Perry Studios, сохраняя имя до настоящего времени. В связи с этим нередко происходила путаница, поскольку многие полагали, что это две разные компании. На самом деле, все упоминания о студии Тайлера Перри носят под собой отсылку к этой и единственной компании. С тех пор Tyler Perry Studios выпустила 16 кинофильмов, 14 пьес и 5 телесериалов, а также принимала участие в издании двух книг. Половина из созданных картин сосредотачивается вокруг Мэдеи — центрального персонажа большой семьи, которая постоянно попадает в различные переделки. Большинство историй, связанных с Мэдеей, первоначально были поставлены на небольших театральных подмостках. Это позволяло наблюдать за реакцией зрителей, вносить изменения в сюжет и диалоги, а после выпускать фильм на большом экране.
Студия использовала также свободное пространство 99 Krog Street in Inman Park в центре Атланты, принадлежащее другой студии, находящейся по соседству. Известно, что Тайлер Перри выкупил свободную площадь за $ 7 миллионов, увеличив тем самым пространство для постройки новых зданий и декораций на территории Tyler Perry Studios.

## История
Тайлер Перри как основатель и владелец собственной студии имеет полные права на все вышедшие и выпускаемые фильмы. Кинокомпания Lions Gate Entertainment служит его постоянным дистрибьютором для всех картин. Первый фильм «Дневник безумной черной женщины» снимался с бюджетом в $ 5,5 миллионов, а в итоге приобрёл неожиданный коммерческий успех, побудивший к началу широкого обсуждения среди зрителей промышленных районов и среднего класса афроамериканцев, которым не хватало соответствующих историй от Голливуда. Общие сборы фильма составили $ 50,6 миллионов, хотя он получил слабые голоса на сайте Rotten Tomatoes. В первый уик-энд, 24 февраля 2006 года, следующий фильм с Мэдеей в главной роли под названием «Воссоединение семьи Мэдеи» заработал свыше $ 30 миллионов, заняв первую строчку рейтинга. Общие сборы превысили $ 63 миллиона, причём, как и у предшественника, «Дневника безумной чёрной женщины», только при прокате в Соединенных Штатах. Фильм послужил появлению Тайлера Перри с коллегами на шоу Опры Уинфри и завязавшейся после многолетней дружбы.
Следующим проектом совместно с Lions Gate стала комедийная мелодрама «Папина дочка» с Габриэль Юнион и Идрисом Эльба в главных ролях. Она была выпущена 14 февраля 2007 года, в канун Дня всех влюбленных, и собрала в прокате более $ 31 миллиона. Тайлер Перри занялся написанием сценария для своего следующего самостоятельного проекта, не имеющего отношения к приключениям воспринятой на ура Мэдеи. Картина носила название «Зачем мы женимся?». В ней он также сыграл одну из главных ролей, а также полностью поставил её. Ранее, в 2004 году была поставлена одноимённая пьеса. Почти сразу после выхода «Папиной дочки» начались съёмки «Зачем мы женимся?» в Атланте и Ванкувере. Картина вышла в том же году, 12 октября 2007 года, и заработала звание самого кассового фильма, собрав в первый уик-энд проката свыше $ 21,4 миллиона. Джанет Джексон, Шарон Лил, Джилл Скотт и Таша Смит сыграли главные роли.
«Знакомство с Браунами» вышло 21 марта 2008 года и заняло вторую строчку по кассе, заработав в один уик-энд около $ 20 миллионов. «Семья охотников» вышла 12 сентября 2008 года, и по состоянию на октябрь собрала более 35 миллионов. «Мэдея в тюрьме» вышла с первой строчкой рейтинга 20 февраля 2009 года, заработав свыше $ 41 миллиона, став тем самым, крупнейшим открытием на сегодняшний день. Это был седьмой фильм Тайлера Перри с компанией Lions Gate Entertainment.
С 1 мая 2012 года студию постигли четыре пожара, в результате которых последовало частичное обрушение одного здания.
В октябре 2012 года американский кабельный телеканал OWN, принадлежащий Опре Уинфри, заключил эксклюзивную сделку со студией Тайлера Перри по производству телевизионного сериала под названием «Имущие и неимущие», стартовавшего 28 мая 2013 года.

## Студия 34th Street
Для производства не комедийных проектов как часть Tyler Perry Studios, Тайлер Перри открыл вторую небольшую студию под названием «34th Street». Здесь также снимаются картины, написанные другими авторами. Первым вышедшим фильмом стали «Песни о любви» 2010 года, основанные на пьесе 1975 года о восьми афроамериканских женщинах, судьбы которых пересекаются между собой. Главные роли исполнили многие актрисы, с которыми Перри в частности работал ранее: Джанет Джексон, Вупи Голдберг, Филисия Рашад, Тэнди Ньютон, Лоретта Дивайн, Аника Нони Роуз, Кимберли Элиз, Керри Вашингтон.
Вторым проектом данной студии стала комедия «Мы — семья Пиплз», вышедшая в 2013 году о молодом человеке, решившем сделать предложение своей девушке. Для этого он вынужден познакомиться с её богатой, зажиточной семьёй. Главные роли исполнили Крэйг Робинсон, Керри Вашингтон и Дэвид Алан Грир.
В 2014 году запланирован выход фильма «Клуб одиноких мам». Тайлер Перри выступает режиссёром, сценаристом и исполнителем небольшой роли. В главных ролях задействованы Терри Крюс, Эми Смарт, Венди Маклендон-Кови, Ниа Лонг, Эдди Сибриан.

## Кинофильмы
- Дневник безумной черной женщины (2005)
- Воссоединение семьи Мэдеи (2006)
- Папина дочка (2007)
- Зачем мы женимся? (2007)
- Знакомство с Браунами (2008)
- Семья охотников (2008)
- Мэдея в тюрьме (2009)
- Мои собственные ошибки (2009)
- Зачем мы женимся снова? (2010)
- Песни о любви (2010)
- Большая счастливая семья Мэдеи (2011)
- Хорошие поступки (2012)
- Программа защиты свидетелей Мэдеи (2012)
- Семейный консультант (2013)
- Рождество Мэдеи (2013)
- Клуб одиноких мам (2014)

## Телесериалы
- Дом семейства Пэйн (пилот 2006; 2007—2012)
- Знакомство с Браунами (2009—2011)
- Хорошо это или плохо (2011—)
- Имущие и неимущие (2013—)
- Возлюби ближнего своего (2013—)

## Театральные постановки
- Воссоединение семьи Мэдеи (2003)
- Зачем мы женимся? (2004)
- Знакомство с Браунами (2004—2005)
- Мэдея в тюрьме (2005—2006)
- What’s Done in the Dark (2006—2007)
- Семейный консультант (2008—2009)
- Laugh to Keep from Crying (2010)
- Большая счастливая семья Мэдеи (2010)
- Рождество Мэдеи (2011)
- Aunt Bam’s Place (2011)
- I Don’t Want to Do Wrong! (2011)
- Имущие и неимущие (2011—2012)
- Мэдея устраивается на работу (2012)